# Navajos

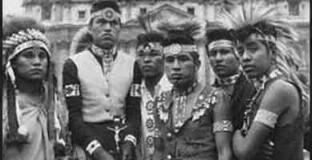
Índios navajos, foto de 1902.

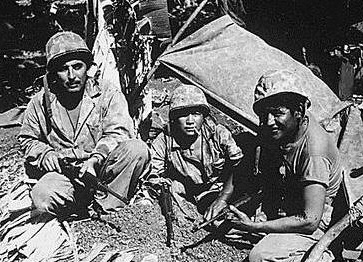
Navajos na Segunda Guerra Mundial.

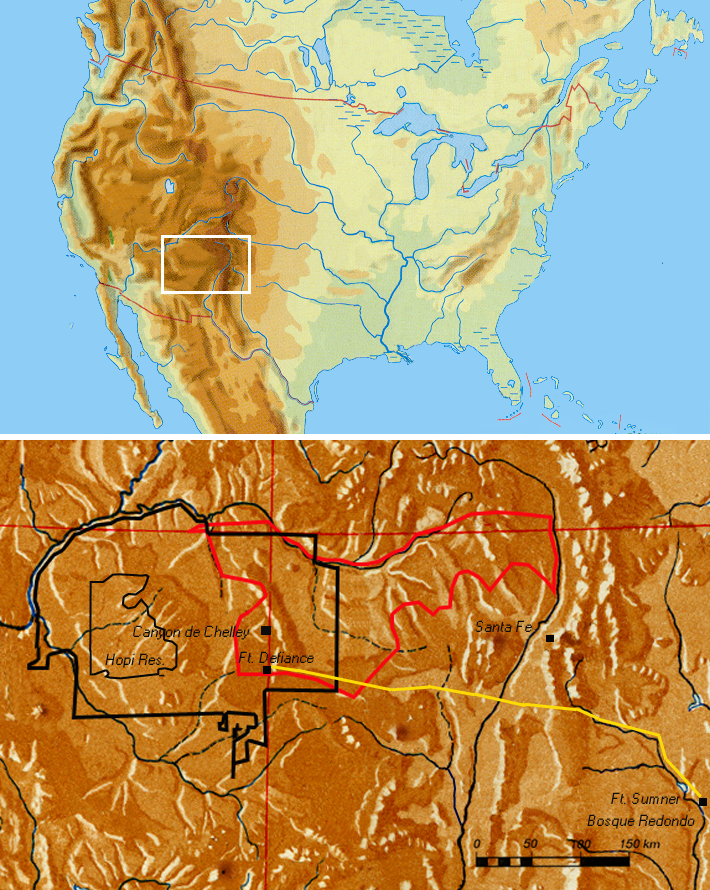
Localização dos territórios navajos.

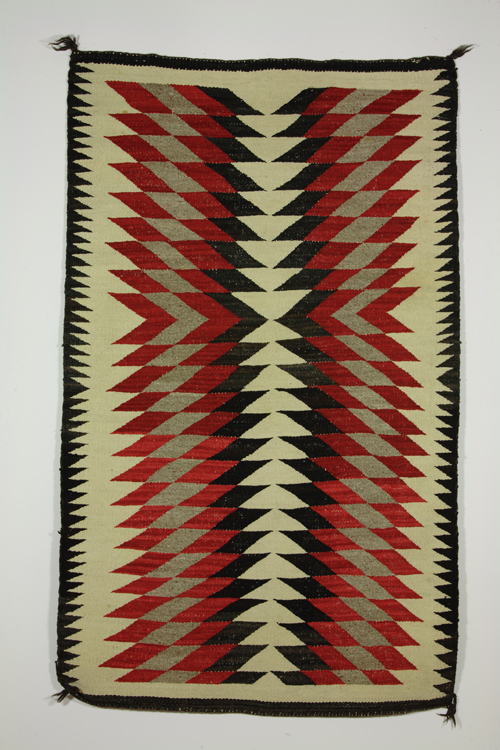
Tapete Navajo

Os navajos (em navajo:  Diné ou Naabeehó) são um povo indígena da América do Norte, da família linguística Athapaskan (idioma navajo) e da área cultural Sudoeste. Originalmente, imigraram das áreas do norte e durante o século XVI tornaram-se um povo pastor e caçador. O povo vive numa reserva no nordeste do Arizona e continua em partes do Novo México e Utah. É uma enorme área que vai desde Grants no Novo México, até o Grand Canyon, no Arizona; de Holbrook, no centro do Arizona até o Rio San Juan, já no Colorado, inclui Monument Valley, parte do Deserto Pintado e parte da Floresta Petrificada.
De acordo com o censo dos Estados Unidos de 1990, o total de índios navajos era de 220 000, vivendo em 6 milhões de hectares, com um produto interno bruto estimado em 50 milhões de dólares.

## História
Os navajos entraram em conflito com os colonizadores espanhóis e com os mexicanos no fim do século XVIII e começo do século XIX. Seus contatos com os espanhóis foi curto, mas importante, pois introduziram cavalos, ovinos e caprinos, o que deu grande impulso na economia. Em 1846, os navajos assinaram seu primeiro tratado com o governo dos Estados Unidos, mas alguns conflitos com as tropas do exército, motivados sempre pela ganância levaram às hostilidades em 1849.
Um grande e polêmico conflito se estendeu até 1863, quando o exército, sob o comando de Kit Carson, caçador e explorador do exército (não confundir com o Kit Carson das aventuras de TEX), promoveu uma longa campanha contra os navajos e capturaram oito mil deles, que foram enviados a pé num percurso de cerca de 600 quilômetros para uma reserva em Fort Summer ('Forte Verao'), no Novo México, episódio este que ficou conhecido na história dos navajos como "A Grande Caminhada".
Nesta reserva, o povoado sofreu diversos males, entre doenças e baixas colheitas e ainda foram atacados por outros povos nativos da região. Um novo tratado foi assinado em 1868 e os sobreviventes foram levados de volta para a antiga reserva, presenteados com ovelhas e gado e aceitaram viver em paz com os colonos americanos. Em 1884, a reserva aumentou de tamanho, para atender à grande nação que se formava.
Durante o começo do século XIX o povoado prosperou, a população dobrou e terras foram adicionadas a reserva para dar condições de vida aos navajos. Durante a II Guerra Mundial, muitos navajos serviram nas forças armadas.

## Na cultural popular
- O filme Windtalkers (2002) conta como soldados navajos ajudaram os aliados na II Guerra Mundial, desenvolvendo um código de encriptação baseado em sua complexa língua.

- Os navajos também ficaram famosos no Mundo dos Quadrinhos, graças ao personagem italiano Tex Willer, criado em 1948 pela dupla Gian Luigi Bonelli e Aurelio Gallepini , que era o chefe branco dos navajos.

- Os navajos também são citados no episódio 25 da 2ª temporada até o episódio 02 da 3ª temporada de X-Files, curiosamente cita-se que existira um código de encriptação, ou seja, códigos Navajos na segunda guerra mundial. Na série essa codificação é mostrada em arquivos que ficcionalmente fazem jus à registros alienígenas de contato.